# Dawid Janowski
Dawid Markelowicz Janowski (Wołkowysk, 25 maggio 1868 – Hyères, 15 gennaio 1927) è stato uno scacchista polacco naturalizzato francese.
Nato in Bielorussia da una famiglia polacca, si trasferì a Parigi intorno al 1890 e visse in Francia per il resto della sua vita. Iniziò la sua carriera scacchistica nel torneo di Lipsia 1894, dove giunse = 6º con Georg Marco. In seguito ottenne numerosi successi, affermandosi come uno tra i migliori giocatori dell'epoca.

## Principali risultati
- 1895:   12º su 22 partecipanti al Torneo di Hastings 1895
- 1896:   1º a Vienna
- 1898:   3º a Vienna, davanti a Steinitz e Čigorin
- 1901:   1º a Montecarlo;  3º a Mosca
- 1902:   1º ad Hannover; =1º a Vienna;  3º a Monte Carlo, davanti a Tarrasch, Čigorin e Mieses.
- 1904:   = 2º con Lasker nel torneo di Cambridge Springs (vinse Frank Marshall)
- 1905:   = 1º con Maróczy a Barmen;  = 2º con Tarrasch a Ostenda
- 1909:   Incontri amichevoli con Lasker a Parigi: (+2 –2 =0) e (+1 –7 =2)[1]
- 1910:   Incontro valido per il titolo mondiale con Emanuel Lasker a Berlino (+0 –8 =3).
- 1912:   1º nel torneo di Atlantic City
- 1913:   3º a L'Avana
- 1914:   7º nel torneo di Mannheim (interrotto in seguito all'inizio della prima guerra mondiale)
- 1916:   2º nel "Rice Memorial" di New York (vinse Capablanca con 14/17)
- 1923:   3º nel torneo di Lago Hopatkong

Janowski era noto per giocare molto velocemente e per la sua grande forza tattica. Capablanca, annotando alcune sue partite, ne lodò le capacità combinative, affermando: «quando è in forma è uno degli avversari più temibili che si possano incontrare». Allo stesso tempo disse che la sua maggiore debolezza era nei finali, e Janowski a tale proposito gli disse apertamente: «Detesto i finali!».
Frank Marshall, nel suo libro Marshall's Best Games of Chess, sottolineò il talento di Janowski ma anche la sua testardaggine nel continuare partite con posizioni perse, affermando: «poteva seguire la strada sbagliata con maggior determinazione di qualunque altro maestro che io abbia mai incontrato».
Reuben Fine riconobbe il suo notevole talento, ma lo definì un «maestro degli alibi», in quanto aveva sempre pronta una scusa per ogni partita che perdeva.
Janowski era noto come un incallito frequentatore di case da gioco. Edward Lasker nel suo libro Segreti che ho imparato dai Maestri lo ricorda come un giocatore d'azzardo inveterato che poteva perdere in breve tempo alla roulette tutti i guadagni ottenuti nei tornei.
Fu redattore della rubrica scacchistica della rivista "Le Monde Illustré" dal 1902 al 1908, dopo Samuel Rosenthal.